# Casa dels Maians
La casa dels Maians, també anomenada casa de Gregori Maians, és un edifici residencial que se situa al carrer major d'Oliva (Safor), que va ser construïda al Segle xviii i que en l'actualitat és un centre cultural.

## Descripció
Es tracta d'un edifici en cantonada, de tres plantes: la baixa, la noble i cambra, que presenta una porta en arc de mig punt amb dovelles, en la part superior de les quals està representat l'escut dels Maians i a cada costat se situen finestres. Els buits es repeteixen verticalment en cadascun dels pisos, i així en la planta noble trobem tres finestrals rectangulars amb balconades, i tres finestres de menors dimensions a la cambra. Compta amb dues crugies paral·leles de profunditat en planta i la fàbrica és de rajola, bigues i biguetes de fusta. En la porta d'accés s'utilitza la pedra.